# Juan de la Concha Castañeda
Juan de la Concha Castañeda (Plasencia, 29 de agosto de 1818-Madrid, 30 de agosto de 1903) fue un abogado y político español, ministro de Hacienda durante la regencia de María Cristina de Habsburgo-Lorena.
Tras estudiar Derecho en la Universidad de Salamanca se incorporó al Colegio de Abogados de Madrid en 1841. Ingresó al servicio del Estado en 1844, como juez de primera Instancia en el Juzgado de Pastrana más tarde fue consejero Provincial, gobernador interino de Guadalajara y luego oficial en el Ministerio de la Gobernación en Madrid. 
Al triunfar los progresistas en el año 1854 dejó su carrera administrativa y tras participar en las elecciones de 1863 obtuvo su primera acta de diputado por la circunscripción de provincia de Cáceres tomando parte activa en la discusión de los Presupuestos y otros aspectos de la Hacienda y de la economía. Dicho escaño volvería a obtenerlo en las sucesivas elecciones celebradas hasta 1867.
En 1866, a propuesta del marqués de Barzanallana, ocupó la Dirección General de Propiedades del Ministerio de Hacienda; publicando cuando, cesó en 1868, una Memoria en la que narra su gestión en la misma. 
Con la Revolución de 1868 y durante el conocido como Sexenio Revolucionario se aparta de la política activa e incluso de la Administración durante al I República no retornado hasta 1874 con la Restauración, en que volvió a ocupar de nuevo la Dirección de Propiedades y más tarde llegará a ser fiscal del Consejo de Estado, presidente de su Sección de Hacienda, y fiscal del Tribunal Supremo; además de ser elegido en 1876, ya como militante del recién creado Partido Conservador, senador por Cáceres hasta 1886 en la que resultaría elegido en representación de la Real Academia de Ciencias Morales y Políticas hasta su fallecimiento. Entre 1876 y 1878 fue director general de Propiedades y Derechos del Estado, ocupando también de forma interina en 1877 la titularidad de la Dirección General de lo Contencioso del Estado en sustitución de Emilio Cánovas del Castillo.
Fue ministro de Hacienda entre el 23 de noviembre de 1891 y el 11 de diciembre de 1892 en un gobierno presidido por Cánovas.